# Mulay Isma'il
Mulay Ismāʿīl ibn ʿAlī al-Sharīf (in arabo مولاي إسماعيل بن علي الشريف‎?; Sigilmassa, 1645 – Meknès, 22 marzo 1727) è stato un sultano marocchino della dinastia alawide che regnò dal 1672 al 1727.
Era il settimo figlio del fondatore della dinastia alawide Sharīf ibn ʿAlī. Servì come governatore di Meknès dal 1667 fino alla morte del suo fratellastro, il sultano Mulay al-Rashid, avvenuta nel 1672. Dopo la morte del fratello, Mulay Ismāʿīl venne proclamato sultano del Marocco a Fès, ma si dovette confrontare con vari pretendenti al trono, quali il nipote Ahmad ibn Mehrez (con cui rimarrà in guerra per quindici anni, fino alla morte di quest'ultimo, avvenuta nel 1687) e i fratelli Mulay Harran, Mulay Aḥmad e Mulay Hāshim.
Sotto il regno di Ismāʿīl la dinastia alawide raggiunse il massimo della sua potenza. Formò un potente esercito, composto in gran parte di schiavi neri, molto fedeli al sultano, permettendo al governo centrale di essere meno dipendente dalle tribù, spesso in stato di ribellione. Mulay Ismāʿīl combatté varie guerre contro il deylicato ottomano della Reggenza di Algeri e cacciò gli europei dai porti che occupavano, vale a dire da Larache, Assilah, al-Maʿmūra e Tangeri. Fece migliaia di prigionieri europei e per poco non riuscì a conquistare Ceuta.
Mantenne il controllo su una flotta di corsari con sede a Salé, che lo rifornì di schiavi cristiani e armi grazie alle sue scorrerie nel Mar Mediterraneo e nel Mare del Nord. Ciò non gli impedì di stabilire importanti relazioni diplomatiche con le potenze straniere, in particolar modo con la Francia e la Gran Bretagna.

Mulay Ismāʿīl venne soprannominato il "re sanguinario" dagli europei a causa della sua spietatezza.
Monarca costruttore, fece costruire il grande palazzo di Meknès, vari giardini, porte monumentali, più di quaranta chilometri di mura e molte moschee. Morì il 22 marzo 1727 a Meknès a causa di una malattia. Dopo la sua morte il suo esercito di schiavi neri (ʿAbīd al-Bukhārī) fece piombare il paese nell'anarchia e nella guerra civile, deponendo e nominando sultani a proprio piacimento, fino all'avvento di Muḥammad III, nipote di Ismāʿīl, che riuscì a riportare l'ordine.
Ismāʿīl è anche ricordato per detenere il primato di longevità come monarca assoluto del Marocco: il suo regno durò infatti 55 anni.

## Biografia

### Contesto, origini e salita al potere

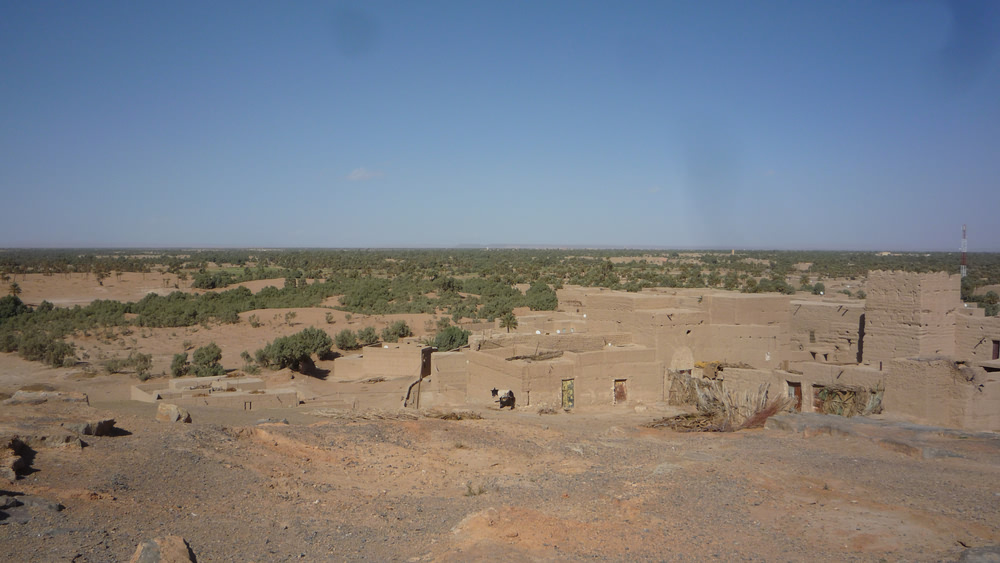
Panorama di un'oasi nella regione di Tafilalet, dove gli alawidi si installarono nel XIII secolo

Nato attorno al 1645 a Sigilmassa, Ismāʿīl era il settimo figlio di Sharīf ibn ʿAlī, principe di Tafilalet e fondatore della dinastia alawide. Sua madre era una schiava nera e suo padre discendeva da Muḥammad al-Nafs al-Zakiyya. Era un discendente di Ḥasan al-Dākhil (Ḥasan l'Immigrante), che pretendeva di essere il ventunesimo discendente di Maometto e il diciassettesimo discendente di Muḥammad al-Nafs al-Zakiyya; al-Dākhil sarebbe giunto a Sigilmassa nel 1266.
Dopo la morte del famoso sultano della dinastia Sa'diana Aḥmad al-Manṣūr, il Maghreb al-Aqṣā entrò in un periodo turbolento, caratterizzato dalla guerra civile per il trono tra i figli del sultano defunto e dalla frammentazione del paese a beneficio dei vari signori della guerra
All'inizio del regno di Zaydān al-Nāṣir il Sultanato saʿdiano era molto indebolito. La confraternita mistica della Zāwiya di Dila controllava il centro del Marocco, la Zawiya di Illigh estese la propria influenza sulle regioni del Sous e sul Draa, il signore della guerra Sīdī al-Ayāshī prese possesso della pianura, delle coste atlantiche del nord-ovest, Salé divenne una repubblica gestita da corsari, Tétouan divenne una città-Stato governata dalla famiglia Naqsis.
Nella regione di Tafilalet gli Alawiti fondarono un principato indipendente.
Il primo sovrano della dinastia alawide fu, dal 1631, il padre di Ismāʿīl, Sharīf ibn ʿAlī, che estese il proprio controllo su tutta la regione di Tafilalet. Sharīf ibn ʿAlī abdicò nel 1636 e suo figlio maggiore, Mulay Muḥammad ibn Sharīf gli succedette. Sotto il regno di quest'ultimo la dinastia estese il proprio potere fino ai fiumi Moulouya e Draa. Suo fratello Mulay al-Rashīd, ambizioso e ribelle, riuscì ad uccidere Muḥammad il 3 agosto 1664 in una battaglia che si svolse nelle pianure di Amgad. Ismāʿīl, che sosteneva Rashīd, venne nominato governatore di Meknès. Ismāʿīl si dedicò allo sviluppo dell'agricoltura e del commercio nella città, al fine di aumentare la propria ricchezza. Godendo della fiducia del fratello, Ismāʿīl ricevette il comando militare nel nord del Marocco e fu nominato nel 1667 viceré di Fès, mentre il fratello combatteva nel sud del Marocco. Mulay al-Rashīd distrusse definitivamente la Zāwiya di Dila nel 1668. Combatté due anni nella regione di Marrākesh prima di poter entrare nella città, nel 1669. Mentre continuava le sue operazioni contro le tribù ribelli dell'Alto Atlante, morì il 9 aprile 1672 a Marrākesh a seguito di una caduta da cavallo. Dopo aver appreso della morte del suo fratellastro, Ismāʿīl si affrettò ad abbandonare Meknès e raggiunse Fès, dove fu proclamato sultano del Marocco il 14 aprile 1672.

### Instabilità e rivolte interne
Dopo aver preso il potere, Mulay Ismāʿīl dovette affrontare diverse ribellioni: la prima fu quella di suo nipote Ahmad ibn Mehrez, figlio del fratello Murād ibn Sharīf Mehrez, e quella dei suoi fratelli, tra cui Mulay Ḥarrān, che assunse il titolo di re di Tafilalet. Nel nord, Khadir Ghaylan resistette al sultano e si ribellarono anche alcune tribù e diversi gruppi religiosi. Nel 1672 Ismāʿīl lanciò una campagna contro il nipote Aḥmad che, con il sostegno delle tribù del Haouz, si era proclamato sultano a Marrakesh. Ismāʿīl riuscì ad ottenere una vittoria grazie alla sua artiglieria e a riconquistare Marrākesh. Aḥmad, ferito da un proiettile, fuggì nelle montagne, mentre nel nord si ribellò Khadir Ghaylan. Dopo una rivolta, Fès proclamò sultano Aḥmad, mentre quest'ultimo si trovava a Taza. Tuttavia, Ismāʿīl raggiunse la città prima di suo nipote, sedando la rivolta dei suoi abitanti. Dopo un assedio, anche Taza riconobbe l'autorità di Ismāʿīl, costringendo Aḥmad ibn Mehrez a fuggire verso il Sahara. Dopo le rivolte di Marrākesh e Fes, Mulay Ismāʿīl decise di stabilire la propria capitale a Meknès. In seguito concentrò le sue attenzioni sul nord-ovest, in particolar modo contro Khadir Ghaylan che, con l'aiuto degli Ottomani di Algeri, si era reso padrone delle regioni del Gharb. Con una forza di 12.000 uomini, Mulay Ismāʿīl riconquistò le province settentrionali e Ghaylān venne ucciso il 2 settembre 1673, nei pressi di Ksar El Kebir.
Aḥmad b. Mehrez provò di nuovo a sollevarsi contro lo zio nel 1674, riconquistando Marrākesh. Mulay Ismāʿīl assediò la città per due anni prima che Aḥmad decidesse di fuggire verso il Souss. Questa volta, Ismāʿīl punì molto severamente e crudelmente coloro che avevano sostenuto Aḥmad. Nel 1675, con l'aiuto della popolazione di Taroudant, Aḥmad tornò segretamente a Marrākesh, riuscendo a rioccuparla dopo aver sconfitto la guarnigione disposta da Ismāʿīl. Ismāʿīl assediò nuovamente la città, Aḥmad riuscì a fuggire di nuovo, grazie all'aiuto dello zio Mulay Ḥarrān. Questa volta Ismāʿīl lasciò che la città venisse saccheggiata dal suo esercito. Verso la fine del 1678 e l'inizio del 1679, i suoi tre fratelli Mulay Ḥarrān, Mulay Aḥmad e Mulay Hāhim si rivoltarono contro la sua autorità con l'aiuto della tribù Ait Atta. Isma'il riuscì, con un grande esercito, a sconfiggere i ribelli, che fuggirono nel Sahara. La peste fece la sua comparsa verso la fine del decennio, uccidendo migliaia di persone, soprattutto nel Gharb e nel Rif.

### Stabilizzazione dell'impero
Dopo aver sedato queste rivolte, Ismāʿīl restaurò e fortificò Oujda, città al confine con l'Algeria ottomana e, tra il 1678 e il 1679, guidò una spedizione nei territori ottomani, ma l'artiglieria turca respinse l'esercito del sultano, obbligandolo a riconoscere il limite del fiume Tafna come confine tra la Reggenza di Algeri e il Marocco. Ismāʿīl organizzò una spedizione nell'estremo sud nel 1678 e le oasi di Tuat nella provincia di Chenguit (nell'attuale Mauritania) riconobbero la sua autorità. Durante la spedizione edificò varie fortezze nella regione, disponendo guarnigioni e nominando governatori. Il controllo del Marocco su Timbuktu venne ripristinato nel 1670. Nel 1680 un discendente dei marabutti di Dila, Aḥmad ibn ʿAbd Allāh, sostenuto dagli Ottomani di Algeri, fomentò una rivolta nella regione di Tadla e nelle province occidentali dell'attuale Marocco. La punizione non si fece attendere e circa 10.000 capi dei ribelli e delle loro famiglie vennero inchiodati sulle mura di Fès e Marrākesh, per gettare il terrore nelle due ex capitali dell'impero.

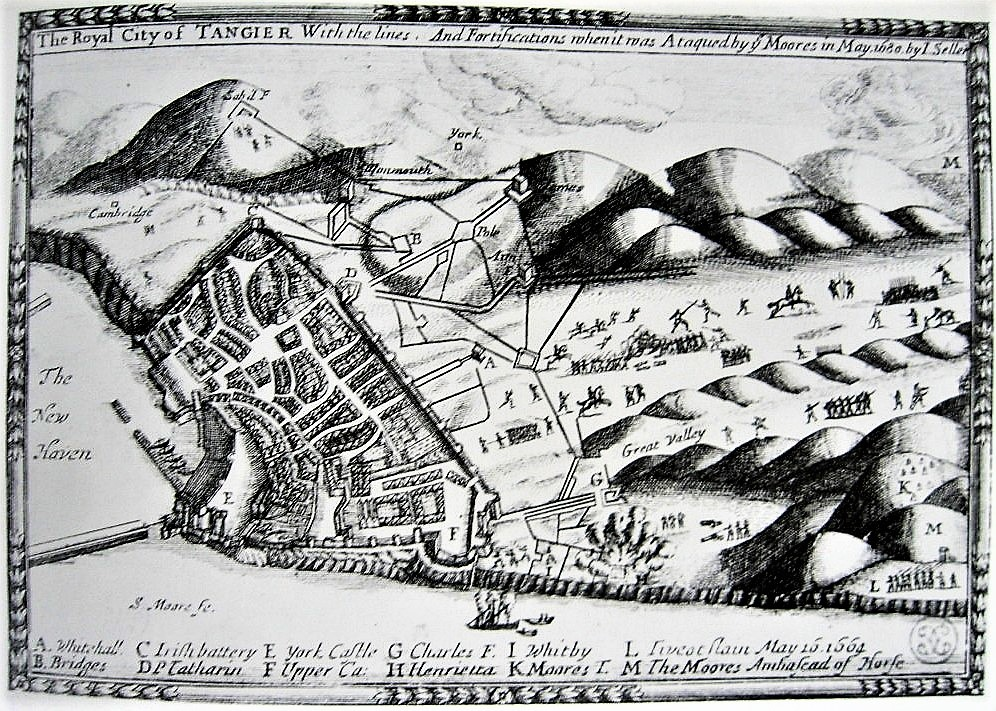
Incisione del 1680 raffigurante la Tangeri britannica

Dopo aver completato l'unificazione del Marocco, Mulay Ismāʿīl decise di porre fine alla presenza europea nel regno. Iniziò una campagna per riprendere la città di Tangeri, non più sotto il controllo del Maghreb al-Aqṣā dal 1471, anno in cui era stata conquistata dai Portoghesi; la città era poi passata nelle mani britanniche come dote di Caterina di Braganza a Carlo II. La città era ben fortificata e presidiata da 4.000 uomini. Ismāʿīl incaricò uno dei suoi più fidati generali, ʿAli ibn ʿAbd Allāh al-Rīfī, di assediare Tangeri nel 1680. Durante l'assedio, Mulay Ismāʿīl inviò un altro esercito, comandato da ʿAmar ibn Ḥaddu al-Rīfī, ad assediare la città di al-Maʿmūra, nel 1681. La città era stata occupata dagli Spagnoli nel 1614, in un periodo in cui il Maghreb al-Aqṣā era nell'anarchia e nella guerra civile. Ismāʿīl conquistò la città e catturò tutti gli Spagnoli presenti in città. Tangeri riuscì invece a resistere all'assedio, ma il costo per il mantenimento del presidio era molto elevato: pertanto i Britannici decisero di abbandonarla il 5 febbraio 1684.

Orgoglioso delle sue vittorie, Mulay Ismāʿīl decise di lanciare una spedizione contro le tribù del monte Atlante, dove il sultano fu però sconfitto, perdendo quasi tremila tende del suo accampamento e una parte del suo esercito. Infuriato, eliminò un suo visir e altri membri della sua corte che nulla c'entravano con la sconfitta. Fu dopo questa umiliante sconfitta che Ismāʿīl progettò la creazione di un nuovo corpo militare: gli ʿAbīd al-Bukhārī; fino a quel momento l'esercito del sultano era composto principalmente da soldati della regione di Tafilalet, rinnegati e disertori europei e turchi, o soldati tribali che volevano della terra in cambio dei servizi militari. Ismāʿīl decise di acquistare un gran numero di schiavi neri, presumibilmente 14.000, e farne un disciplinato e organizzato corpo militare.

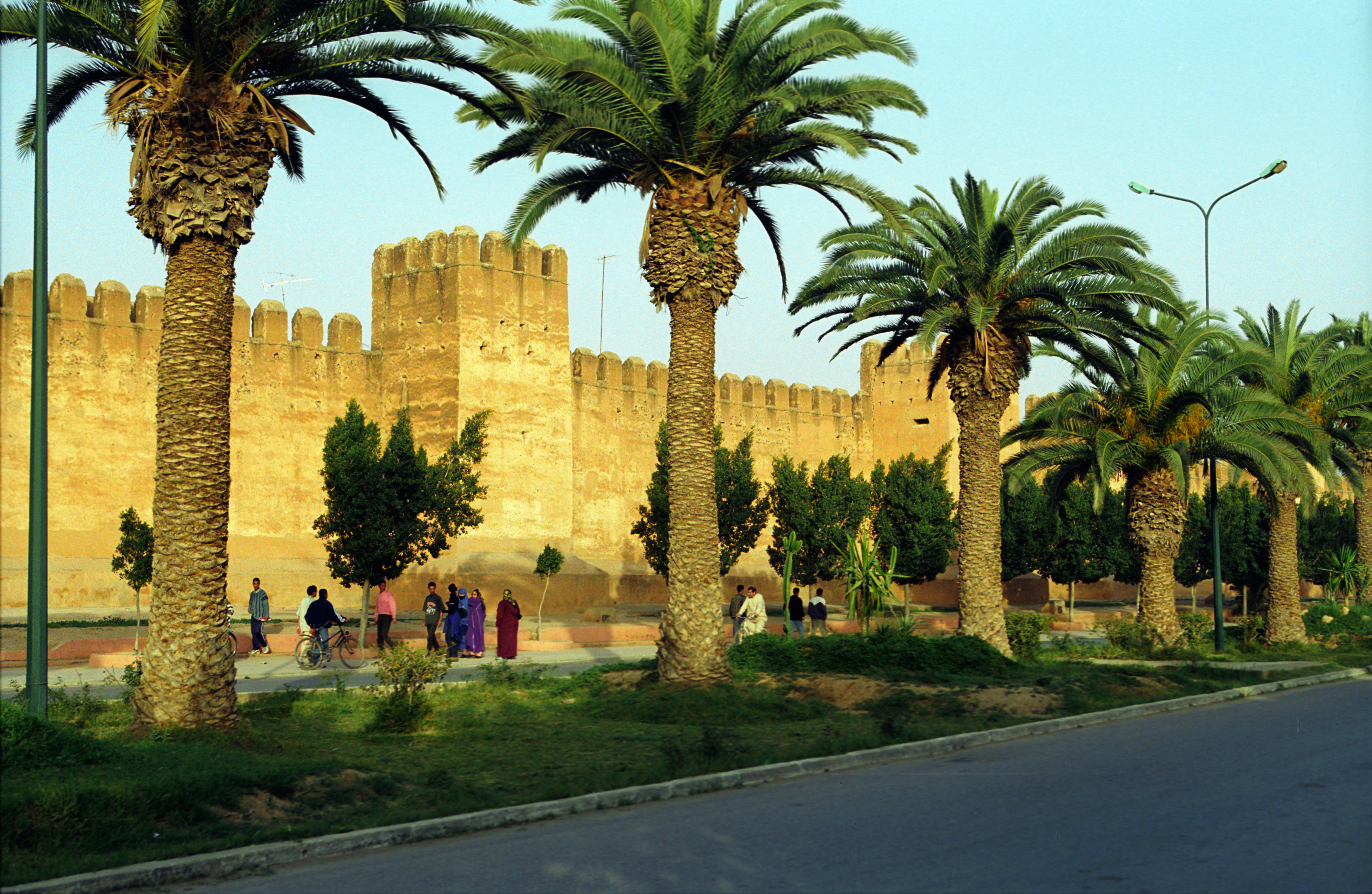
Mura della medina (città vecchia) di Taroudant, la città che sostenne l'insurrezione di Aḥmad ibn Mehrez e Mulay Ḥarrān

Mentre Mulay Ismāʿīl era impegnato a combattere gli europei e le tribù ribelli dell'Atlante, il nipote Aḥmad ibn Mehrez approfittò della situazione e si alleò con lo zio Ḥarrān per destabilizzare il regno di Ismāʿīl. Quando, nel 1685, seppe che entrambi i ribelli avevano preso il controllo di Taroudant, Ismāʿīl si mise immediatamente in marcia in direzione della città e la assediò. Ahmad venne ucciso durante l'assalto dell'esercito del sultano, mentre Mulay Ḥarrān riuscì a fuggire nel Sahara, dopo un assedio che si concluse nel 1687. Da questa data in poi, nessuno contestò più il potere del sultano. La guerra tra Aḥmad e Ismāʿīl era quindi terminata dopo quindici anni di conflitto.
Mulay Ismāʿīl inviò quindi un forte esercito, la cui forza è stimata tra i 30.000 e i 50.000 uomini, sotto il comando dei generali ʿAli ibn ʿAbd Allāh al-Rīfī e Aḥmad ibn Ḥaddu al-Rīfī, contro la città di Larache, sotto il controllo spagnolo dal 1610. Le operazioni militari contro la città iniziarono il 15 luglio 1689 e l'esercito del sultano conquistò la città l'11 novembre, dopo cinque mesi di combattimenti, subendo pesanti perdite. I maghrebini catturarono 1.600 soldati spagnoli, di cui 100 ufficiali. L'esercito spagnolo perse 400 soldati in combattimento. I prigionieri furono ridotti in schiavitù e condotti a Meknès. Subito dopo aver conquistato Larache, Ismāʿīl mandò il generale Aḥmad ibn Ḥaddu contro la città di Assilah, che venne evacuata dagli Spagnoli nel 1691.
Jean-Baptiste Estelle, console di Francia a Salé, scrisse nel 1698 al suo ministro, il marchese Jean-Baptiste Colbert de Torcy:
(Mohamed Boughdadi, Province Marocaine)
Al suo apice, l'esercito del sultano raggiungeva le 150.000 unità ed era formato principalmente da soldati di colore (ʿAbīd al-Bukhārī).

### Ultimi anni e morte

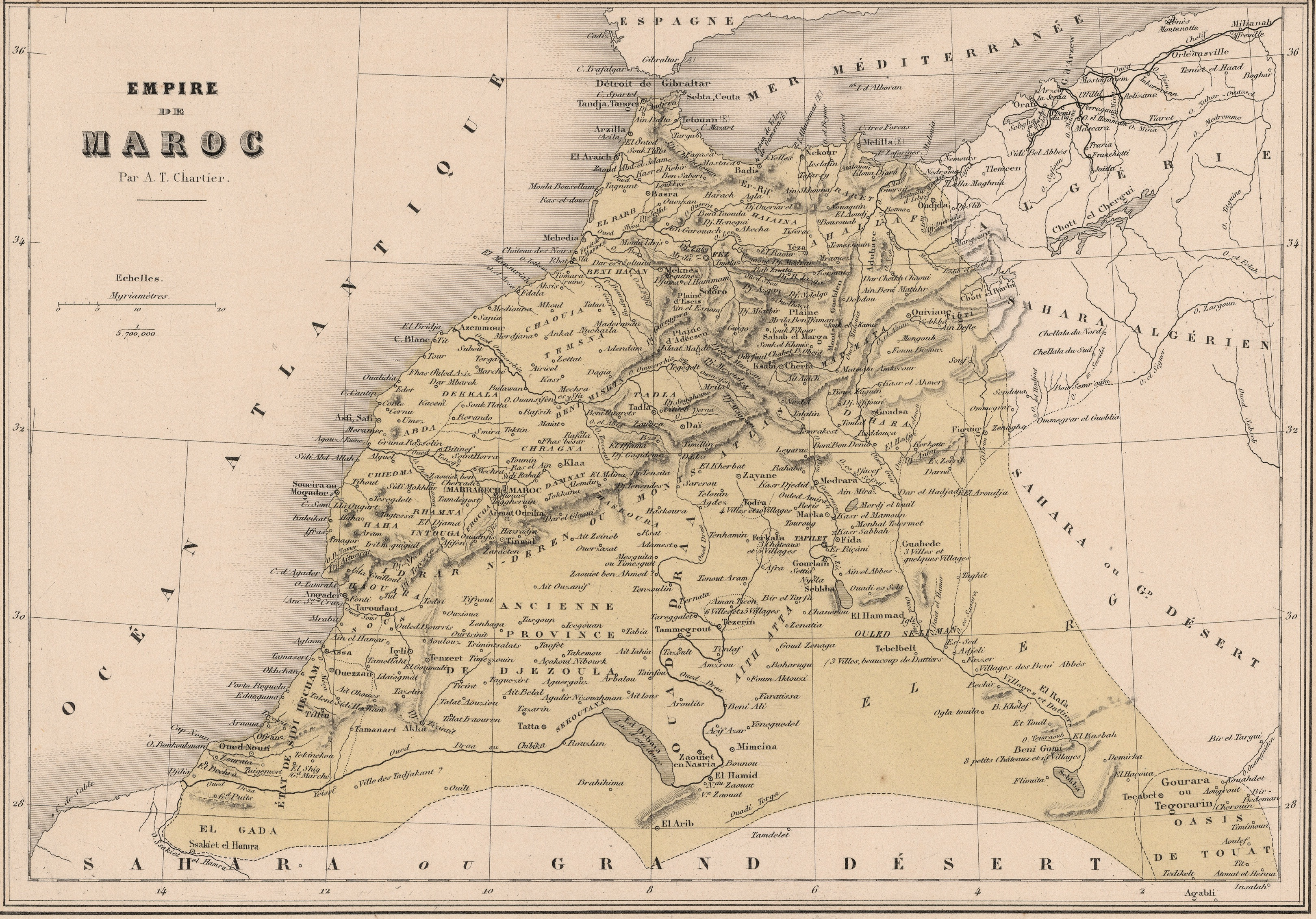
Il Marocco nel XIX secolo sotto gli Alawidi

Verso gli ultimi anni del suo regno, Mulay Ismāʿīl iniziò a subire delle sconfitte militari e problemi familiari a causa delle lotte di successione. Nel 1694 Ismāʿīl cercò di conquistare la città di Ceuta, assediandola con un esercito di 40.000 soldati ma, a causa della grande resistenza spagnola, l'assedio si protrasse per diversi anni senza dare risultati. Al contempo Ismāʿīl mandò un esercito anche contro Melilla (1694-1696), che non riuscì ad espugnare. Nel 1700, Ismāʿīl lanciò una spedizione contro la Reggenza di Algeri. Circa 12.000 Ottomani riuscirono a respingere i 60.000 soldati del sultano. Nel 1702 il figlio di Mulay Ismāʿīl, Mulay Zaydān, con un esercito di 12.000 uomini, riuscì a conquistare Peñón de Vélez de la Gomera. I maghrebini distrussero la fortezza spagnola, ma non riuscirono a mantenere il controllo dell'isola.
Nel 1706, a causa dei complotti, le calunnie e l'odio della matrigna Lalla ʿĀʾisha, che voleva mettere sul trono il figlio Mulay Zaydān, un figlio di Ismāʿīl, il principe Mulay Muḥammad si ribellò e conquistò Marrakech. Il fratellastro Mulay Zaydan, a capo di un esercito, marciò verso Marrakech, costringendo Mulay Muhammad a fuggire ed a nascondersi a Taroudant. Suo fratello assediò la città, lo catturò e la portò a Meknès. Ismāʿīl lo punì in maniera crudele, facendogli mutilare una mano e un braccio, e poi uccise un boia che inizialmente si era rifiutato di eseguire l'ordine di amputare Mulay Muḥammad. Venuto a sapere degli orrori commessi dal figlio Mulay Zaydān a Taroudant, Ismāʿīl organizzò l'assassinio del figlio, facendolo soffocare dalle sue mogli mentre era ubriaco, nel 1707.
Un altro figlio di Ismāʿīl, Mulay ʿAbd al-Malik, governatore di Souss, iniziò a comportarsi come un sovrano assoluto e indipendente, e si rifiutò nel 1718 di pagare i soldati del padre; Ismāʿīl decise di modificare l'ordine di successione al trono. ʿAbd al-Malik in seguito chiese perdono al padre, ma Ismāʿīl continuò a provare risentimento nei confronti di suo figlio e nominò Mulay Aḥmad nuovo erede al trono.

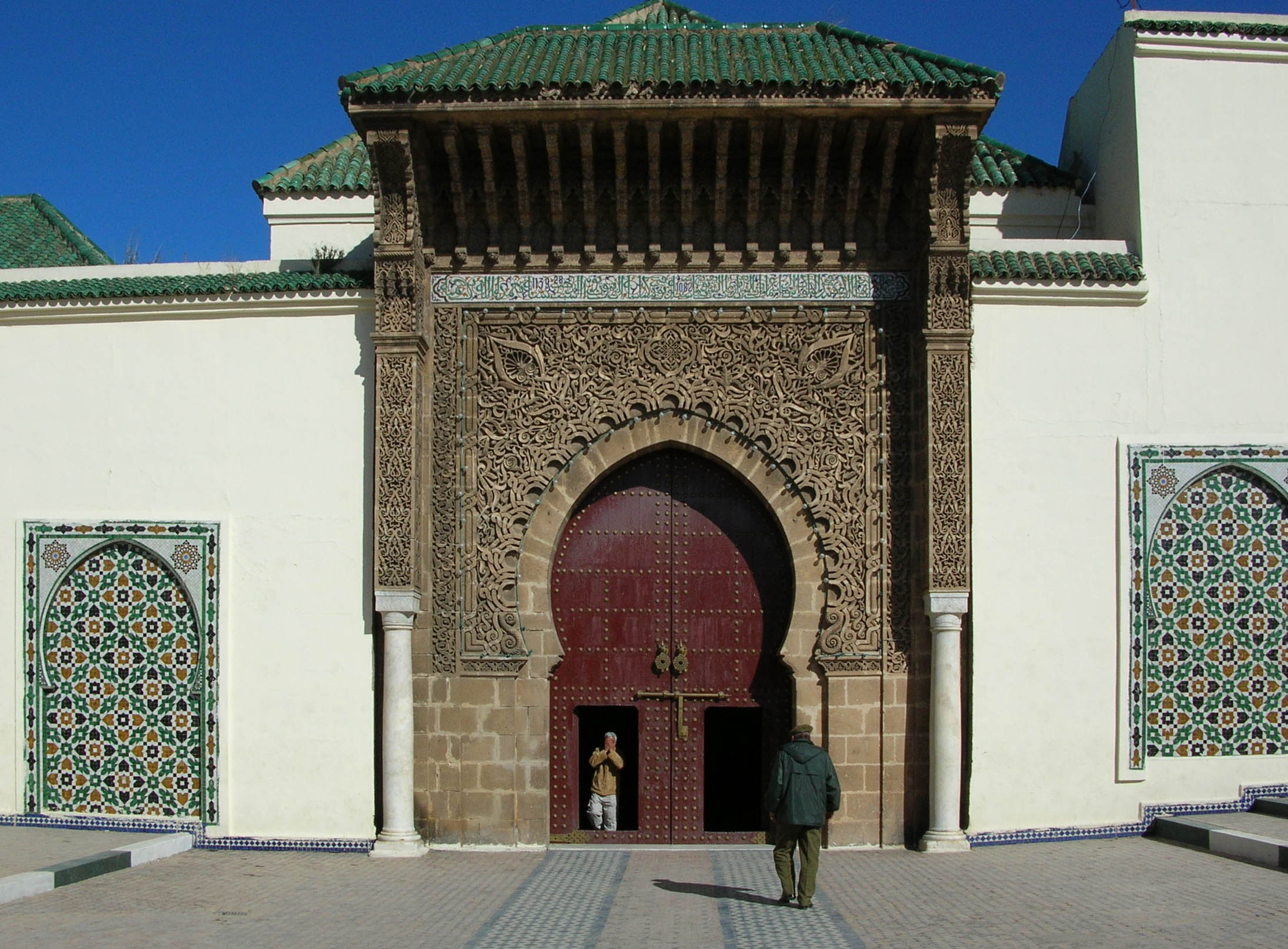
Il mausoleo di Moulay Ismail a Meknès

Mulay Ismāʿīl morì il 22 marzo 1727. Gli succedette al trono il figlio Mulay Aḥmad. Il regno cadde in uno stato di guerra civile a causa delle guardie nere dette ʿAbid al-Bukhārī, che iniziarono a detronizzare e elevare al trono vari sultani a loro piacimento.

## Vita privata
Secondo gli scritti del diplomatico francese Dominique Busnot, Mulay Ismāʿīl aveva almeno 500 concubine e centinaia di figli. Un totale di 867 figli, di cui 343 femmine e 525 maschi, sono menzionati nel 1703; altre fonti invece dicono che avrebbe avuto il suo settecentesimo figlio nel 1721 e più di un migliaio di bambini verso la fine del suo regno, 1042 secondo il Guinness dei primati, 1171 secondo due ricercatori antropologi dell'Università di Vienna.
Tra le sue quattro mogli ufficiali è nota Lalla Khnata, figlia di un capo tribale berbero. Bella, intelligente e colta, era una delle poche persone da cui Ismāʿīl accettava rimproveri e consigli. Mulay ʿAbd Allāh era suo figlio. Anche Lalla ʿĀʾisha Mubarka fu una delle quattro mogli ufficiali del sultano; anche lei era molto influente su Ismāʿīl e fece di tutto per tentare di intronizzare suo figlio Mulay Zaydān, che fu fatto uccidere dal padre nel 1707. Le fonti europee dell'epoca chiamano Lalla ʿĀʾisha "imperatrice del Marocco".

## Opere architettoniche

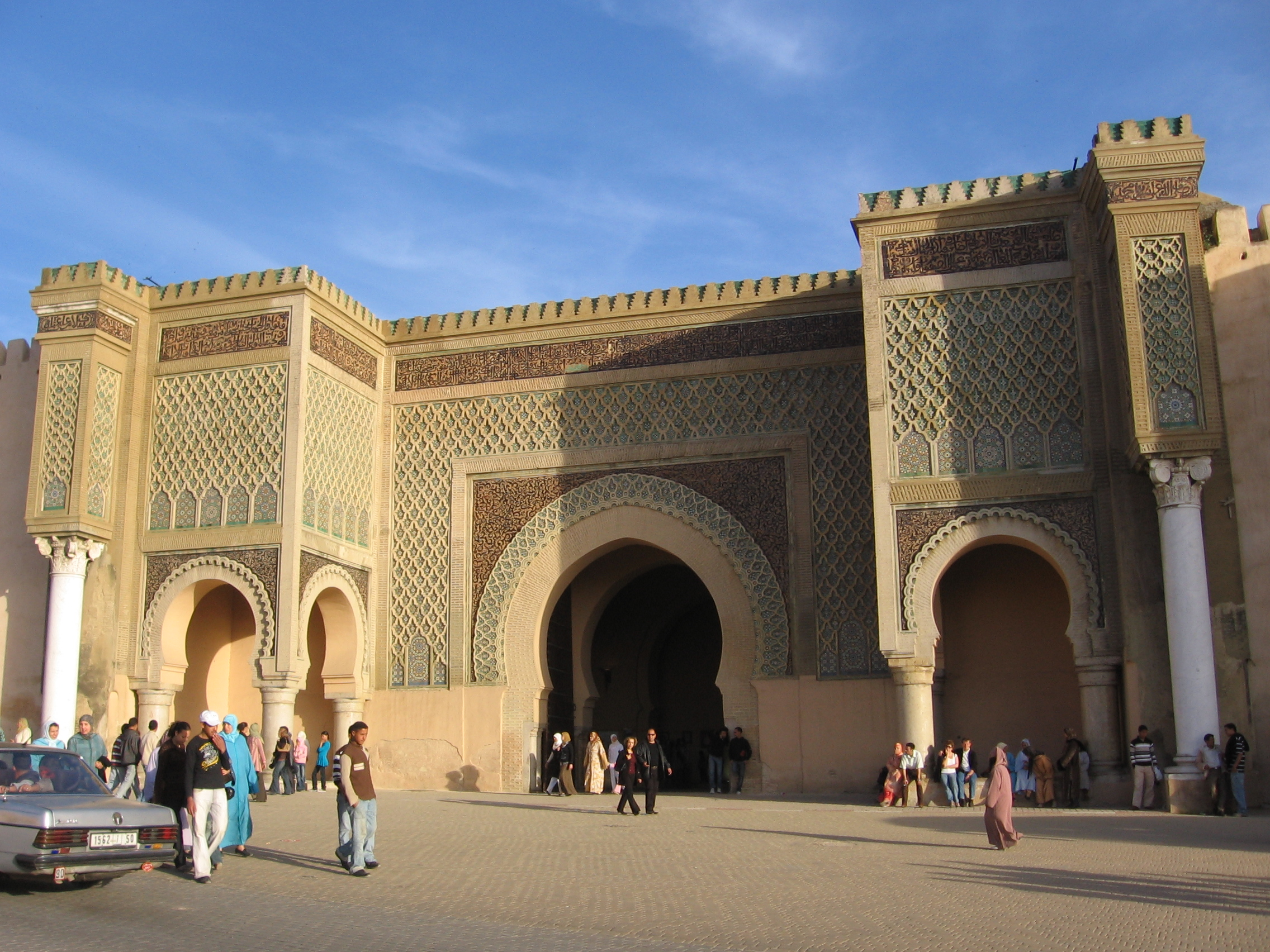
La Bāb al-Manṣūr, la "Porta del Vittorioso" che il sultano fece costruire a Meknès, che tuttora dà accesso alla città vecchia

Mulay Ismāʿīl è stato un re costruttore. Egli scelse Meknès come capitale del suo impero nel 1672. Fece saccheggiare il Palazzo El Badi di Marrakesh (il palazzo della dinastia Sa'diana, la dinastia che aveva governato l'attuale Marocco (chiamato all'epoca Maghreb al-Aqṣā) prima degli Alawidi) e ne utilizzò i materiali per le sue opere a Meknès; inoltre prese anche le colonne di marmo delle vicine rovine romane di Volubilis. Impiegò non meno di 30.000 dei suoi sudditi e 2.500 schiavi europei come operai. Ismāʿīl, durante gli ampi lavori di costruzione, andava personalmente a controllare come procedeva il lavoro e spesso dimostrò grande crudeltà, non esitando a punire in modo terribile quanti secondo lui non lavoravano come si doveva.

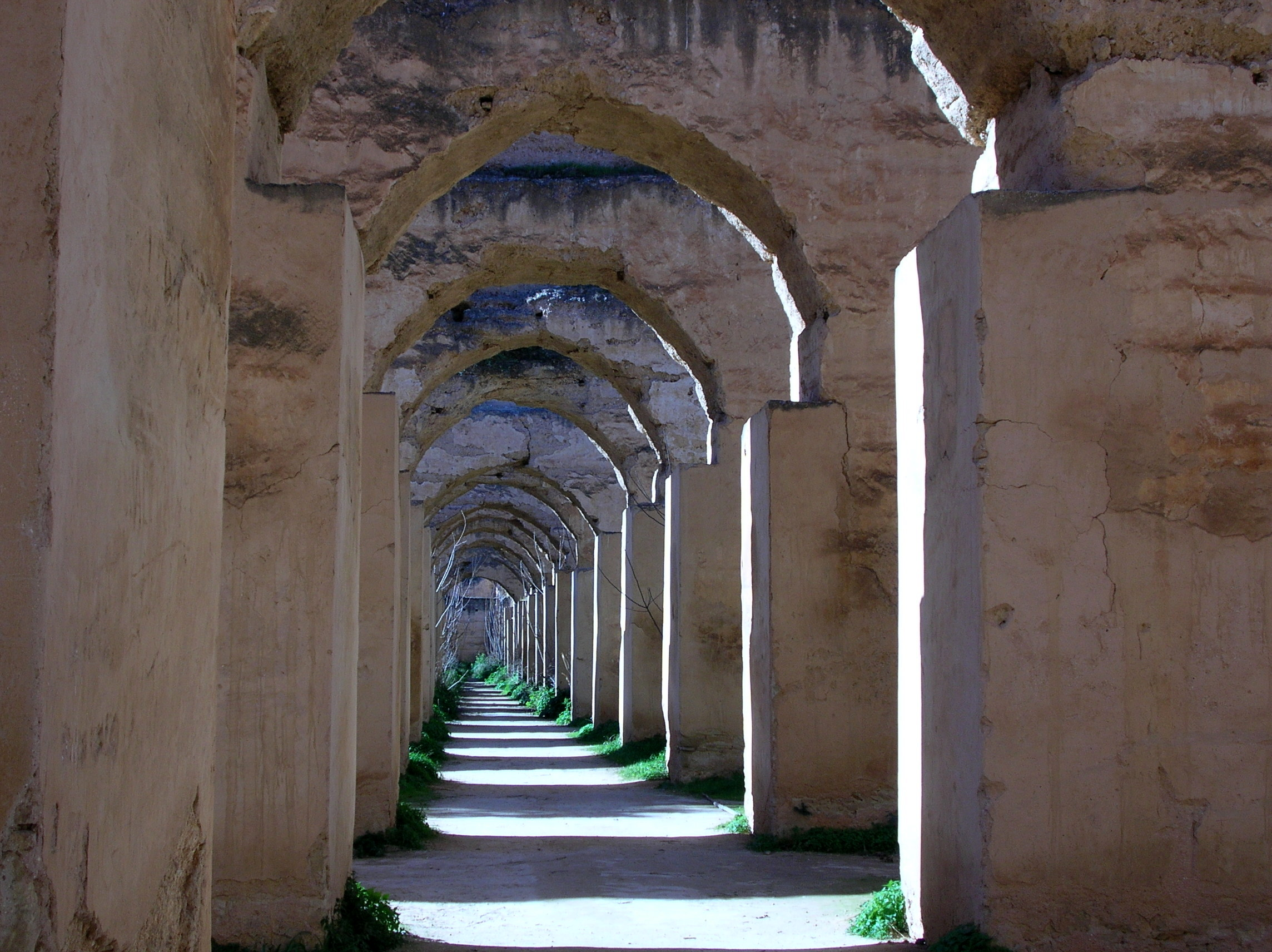
Le scuderie reali di Meknès, che potevano contenere 1200 cavalli

Iniziò la costruzione del magnifico palazzo di Meknès; secondo gli ambasciatori europei, le mura che circondavano il palazzo, ancora prima che i lavori fossero terminati, erano lunghe 23 chilometri. La Dār el-Kbīra (La Casa grande) fu il primo palazzo costruito da Ismāʿīl e venne completato dopo tre anni di costruzione; era enorme e possedeva dei giardini sospesi, costruiti su ispirazione dei giardini pensili di Babilonia. Finito questo palazzo, ben presto si cominciarono a porre le basi per la Dār al-Makhzen (La Casa del tesoro), che nacque dall'unione di cinquanta palazzi; intorno alla āar al-Makhzen venne costruita la Madīnat al-Riyāḍ (Città della delizia), il luogo di residenza del visir.
Sempre a Meknès costruì una rete di 76 forti che costeggiavano le strade principali e le montagne circostanti. Meknès era protetta da quaranta chilometri di mura merlate dotate di spessi bastioni. A causa delle continue guerre contro l'Algeria ottomana, Mulay Ismāʿīl fece costruire un gran numero di fortezze nel nord-est del paese.
Fece costruire il gigantesco magazzino detto Hri Souani, un importante centro di conservazione di alimenti, il bacino Agdal, costruito per irrigare i giardini di Meknès, e le grandi stalle che potevano contenere 1200 cavalli. Riceveva gli ambasciatori nel padiglione chiamato Koubat Al Khayatine (Qubbat al-khayyāṭīn, ossia "Cupola dei sarti"), costruito verso la fine del XVII secolo. Nei sotterranei del suo palazzo fece costruire l'immensa prigione di Qara, dove erano detenuti sia i criminali sia gli schiavi europei catturati dai suoi corsari. Oltre a tutto ciò fece costruire a Meknès tantissime moschee, madrase, fontane e giardini.
La maggior parte delle opere fatte costruire del sultano a Meknès furono distrutte dal terremoto del 1755.

## Relazioni diplomatiche

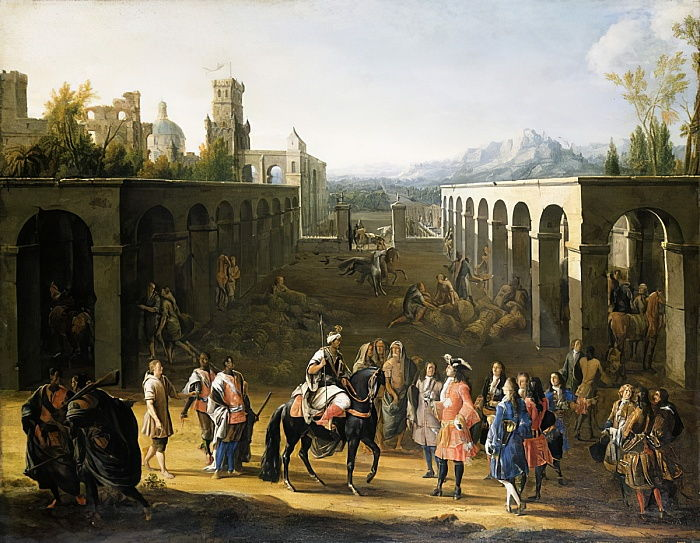
Mulay Ismāʿīl riceve a Meknès l'ambasciatore di Luigi XIV, François Pidou de Saint-Olon, 1693, dipinto di Pierre Denis Martin

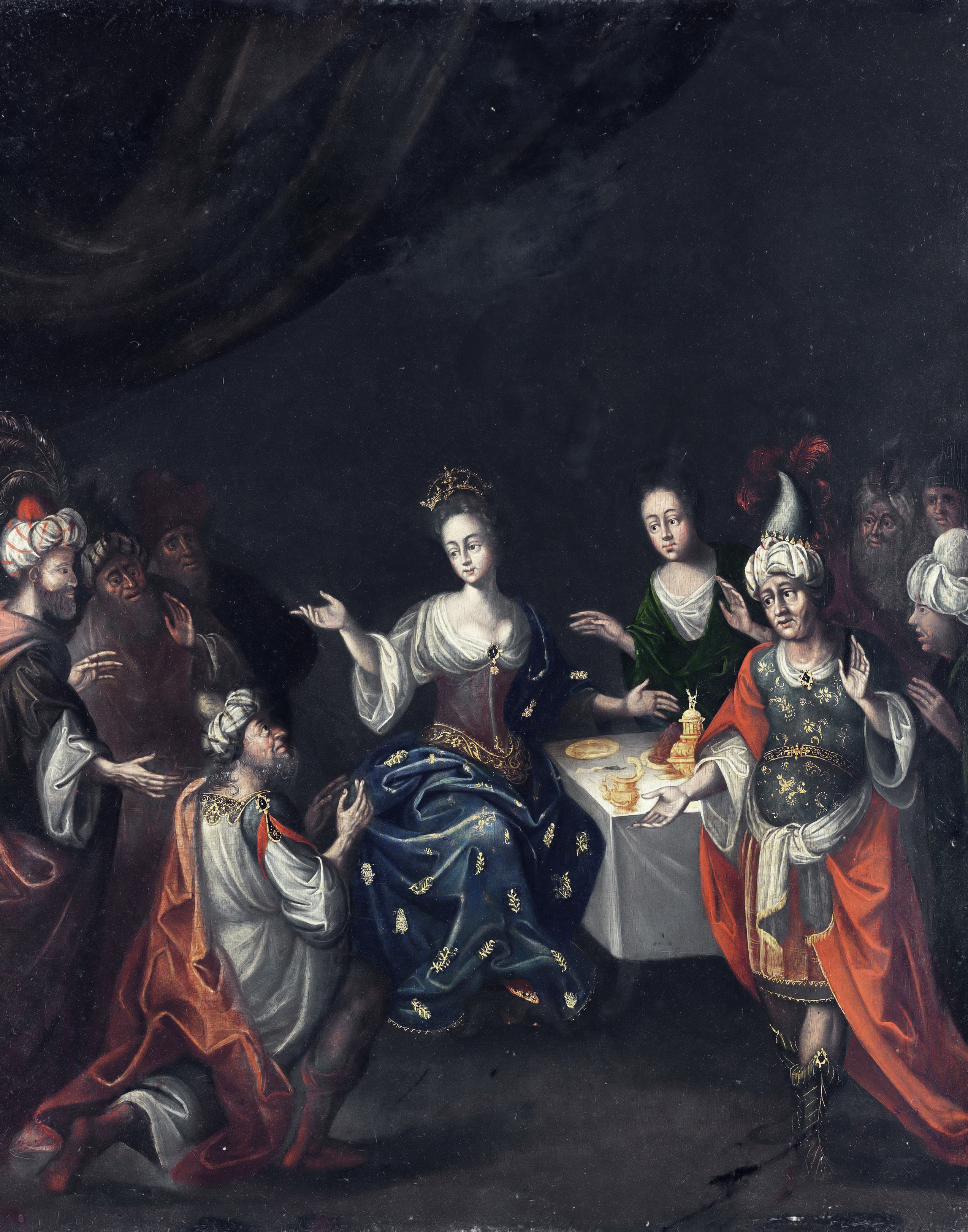
Gli ambasciatori maghrebini tentano di convincere Maria Anna di Borbone ad accettare la proposta di matrimonio di Mulay Ismāʿīl

Proseguendo la politica avviata dal saʿdiano Abū Marwān ʿAbd al-Malik I, Mulay Ismāʿīl mantenne buoni rapporti con la Francia e la Gran Bretagna, a causa dei comuni interessi commerciali. Le trattative diplomatiche riguardavano principalmente il riscatto dei marinai europei catturati in mare principalmente dai corsari di Salé, ma anche la creazione di alleanze. Ismāʿīl chiese inutilmente a Luigi XIV di Francia di aiutarlo nella guerra contro la Spagna. Un'alleanza contro la Reggenza ottomana di Algeri venne sviluppata con la Francia e il Bey di Tunisi.

La Gran Bretagna sostenne il sultano durante l'assedio di Ceuta del 1704, effettuando un blocco contro il porto spagnolo.
Nel 1682 fu stilato un trattato di amicizia tra il Marocco e la Francia a Saint-Germain-en-Laye, ma quando nel 1710 salì sul trono di Spagna il nipote del Re Sole, l'alleanza e le relazioni diplomatiche tra Marocco e Francia terminarono, e i mercanti e i consoli francesi e spagnoli furono cacciati.
Ismāʿīl mandò diversi ambasciatori in Europa, come Muḥammad Tamīm e ʿAbd Allāh ibn ʿĀʾisha in Francia. Una missione diplomatica con lo scopo di chiedere la mano di Maria Anna di Borbone, una delle figlie naturali di Luigi XIV, fallì. Tra gli ambasciatori successivi vi fu Abdallah ben Aisha, nel 1699, ma l'ascesa al trono del nipote di Luigi XIV, Filippo, al trono spagnolo nel 1710 affossò questa alleanza, portando alla rottura delle relazioni diplomatiche con Francia e Spagna e l'abbandono da parte dei mercanti francesi e spagnoli del Marocco nel 1718.
I rapporti con la Gran Bretagna erano molto buoni, dal momento che i Britannici, nonostante la perdita di Tangeri, avevano aiutato Ismāʿīl nella sua lotta contro la Spagna. Il sultano mandò diversi ambasciatori in Inghilterra, come l'ebreo Mōshe ibn ʿAṭṭār, che firmò per conto del sultano un trattato di pace nel 1721. Dopo la rottura dei rapporti con la Francia, l'influenza britannica aumentò. Mulay Ismāʿīl si offrì di aiutare Giacomo II d'Inghilterra a riconquistare il trono, se quest'ultimo si fosse convertito all'islam.

## Descrizione fisica e carattere

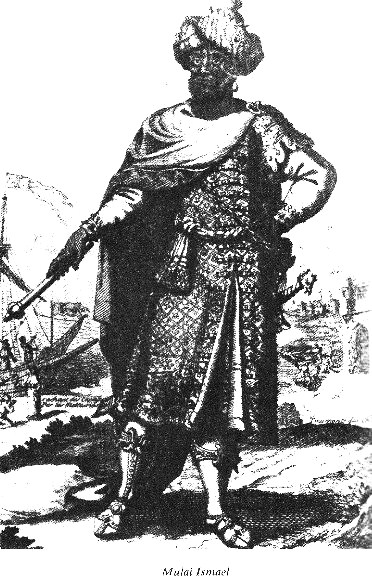
Mulay Ismāʿīl ritratto nel XVII secolo

Tutte le descrizioni della sua epoca sono concordi nel descrivere il sultano come "un uomo autoritario e dalla volontà di ferro". Pare che abbia affermato: "Se Dio mi ha dato il regno, nessuno me lo può portare via".
Secondo i diplomatici francesi, Mulay Ismāʿīl era estremamente avido e, a loro dire, le trattative e le alleanze che stabiliva avevano il solo scopo di ricevere i lussuosi doni che gli altri sovrani gli spedivano. Una volta soddisfatta la sua avidità, egli non esitava a negare ciò che aveva proposto nelle sue lettere ai regni europei.
Vittima della sua avidità fu anche la minoranza ebraica del Marocco che, pur sperimentando un periodo di grande sicurezza durante il suo regno, doveva pagare opprimenti tasse e subire i continui stratagemmi del sultano atti ad estorcere loro denaro. Un giorno minacciò gli ebrei di convertirli con la forza all'Islam se il loro Messia non si fosse presentato entro un limite di tempo ben preciso da lui stabilito. Gli ebrei compresero cosa si nascondeva dietro lo zelo pio del sultano, e lo accontentarono con una grande somma di denaro, salvandosi dalla conversione forzata. Ismāʿīl utilizzò un altro stratagemma per estorcere denaro agli ebrei: per una certa somma di denaro avrebbe dato a un aspirante ebreo il titolo di capo di tutti gli ebrei del Marocco. Un certo Maimaran, che già ricopriva tale carica e temeva il rivale (Mōshe ibn ʿAṭṭār), offrì al sultano una certa somma per la testa del rivale. Ismāʿīl fece in modo che Mōshe ibn ʿAṭṭār sapesse quanto era stato offerto per la sua testa, al che Ibn ʿAṭṭār offrì il doppio della somma per la testa del suo avversario. Il sultano prese i soldi da entrambi, definendoli pazzi, e li riconciliò uno con l'altro, al che Ibn ʿAṭṭār sposò una figlia di Maimaran e condivise con l'ex rivale la carica di capo degli ebrei.
A causa della sua crudeltà, avidità e falsità, Mulay Ismāʿīl lasciò una cattiva immagine di sé presso gli europei. Furono la sua crudeltà e la sua ferocia ad attirare l'attenzione degli europei. Secondo uno schiavo cristiano, durante i primi 26 anni del suo regno, Ismāʿīl avrebbe ucciso personalmente più di 36.000 persone. Secondo il diplomatico francese François Pidou de Saint-Olon, furono 20.000 le persone uccise da Ismāʿīl durante i primi 20 anni di regno. Venne descritto dal frate trinitario Dominique Busnot come un "mostro assetato di sangue".
Era un ottimo cavaliere e aveva un fisico vigoroso e mantenne la sua straordinaria agilità e abilità anche durante la vecchiaia. Uno dei suoi passatempi preferiti era quello di cavalcare con la spada in mano e decapitare lo schiavo che gli teneva le staffe.
La sua descrizione fisica è comune a tutte le fonti europee dell'epoca. Egli aveva "la faccia lunga e nera", secondo Saint-Amans, un ambasciatore di Luigi XIV ed era "l'uomo il più forte e vigoroso del suo impero".
Secondo Germain Moüette, prigioniero francese che visse in Marocco fino al 1682:
(G. Moüette, p. 150, 1863)

## Religione
Secondo Dominique Busnot, Ismāʿīl aveva "un forte attaccamento alla sua Legge e praticava pubblicamente tutte le cerimonie, le abluzioni, le preghiere, i digiuni e le feste con scrupolosa precisione".
Gli piaceva parlare di teologia con i religiosi trinitari che si trovavano nel Maghreb al-Aqṣā. In un dibattito con un religioso francese disse:
(Henry de Castries, p. 32, 1903)